# کوکوی معمولی

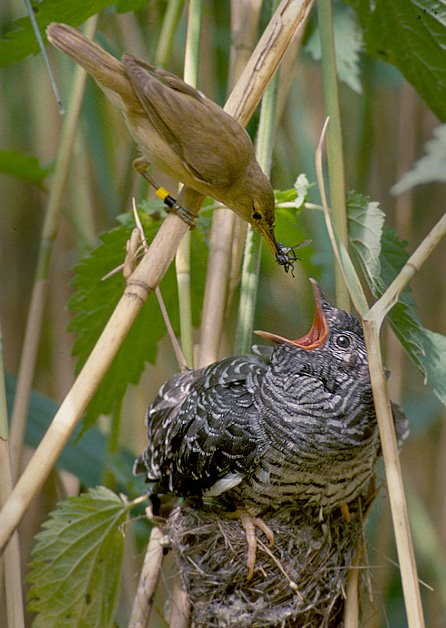
در آشیانهٔ یک سسک نیزار

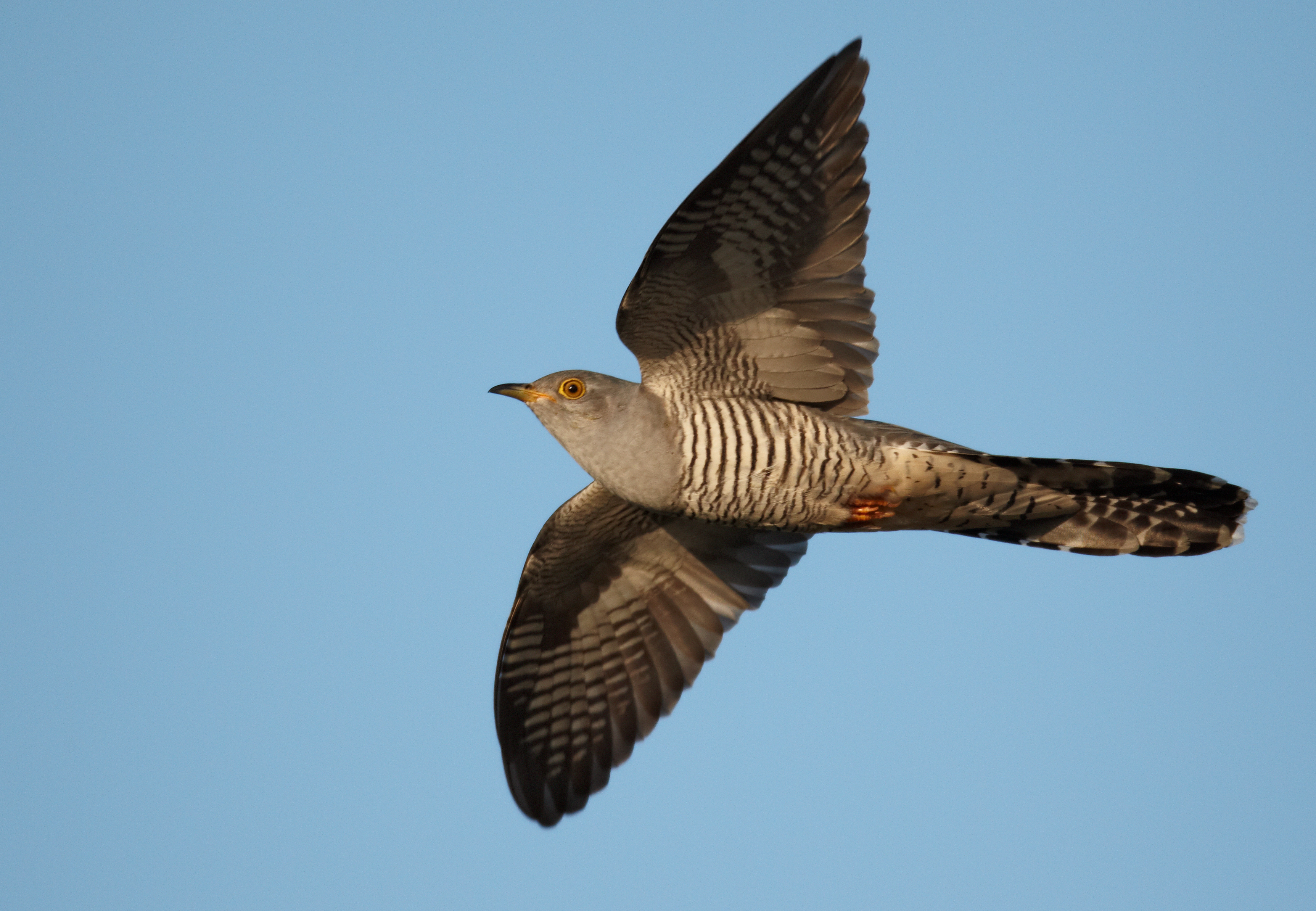
در حال پرواز

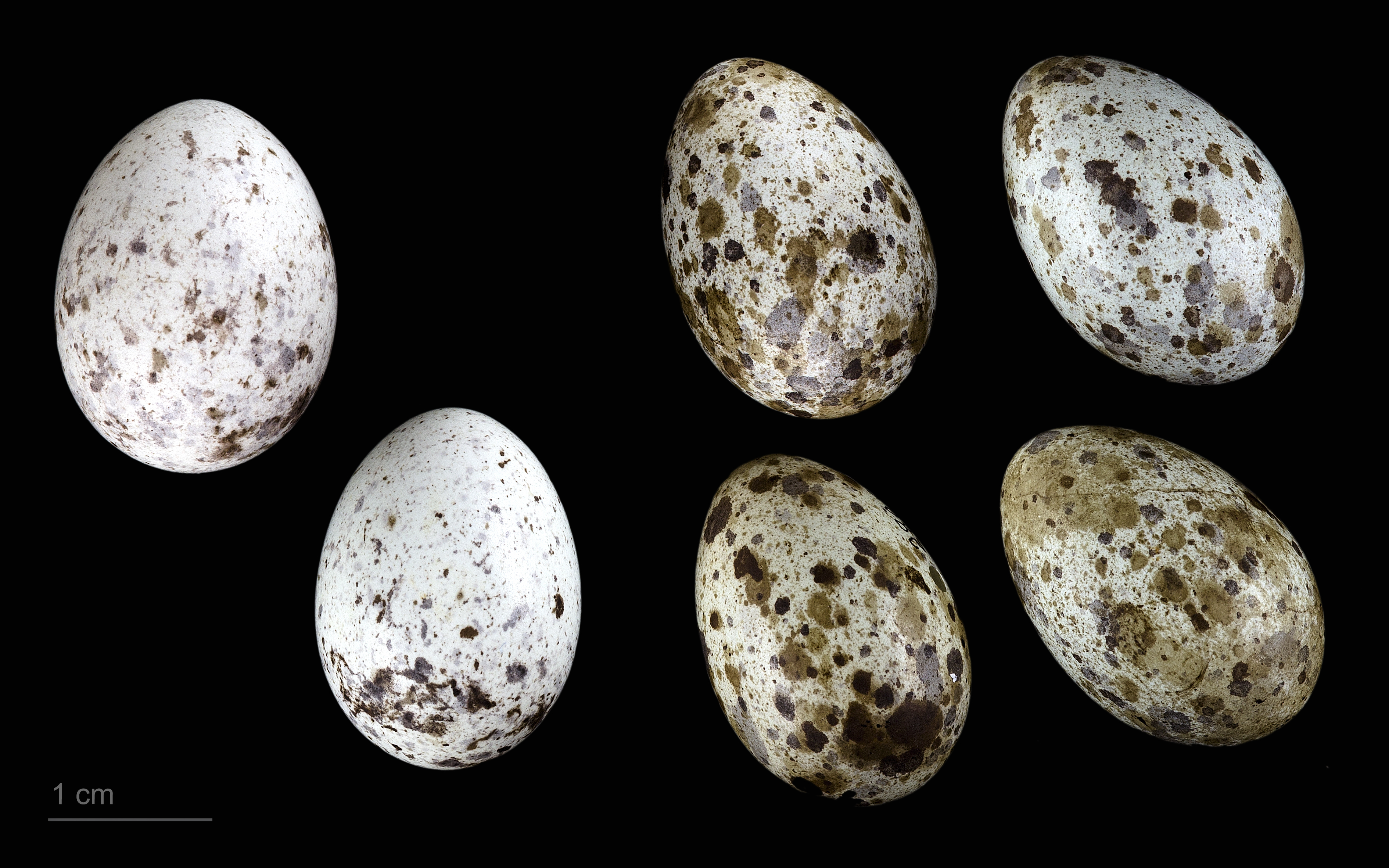
Cuculus canorus canorus + Acrocephalus arundinaceus

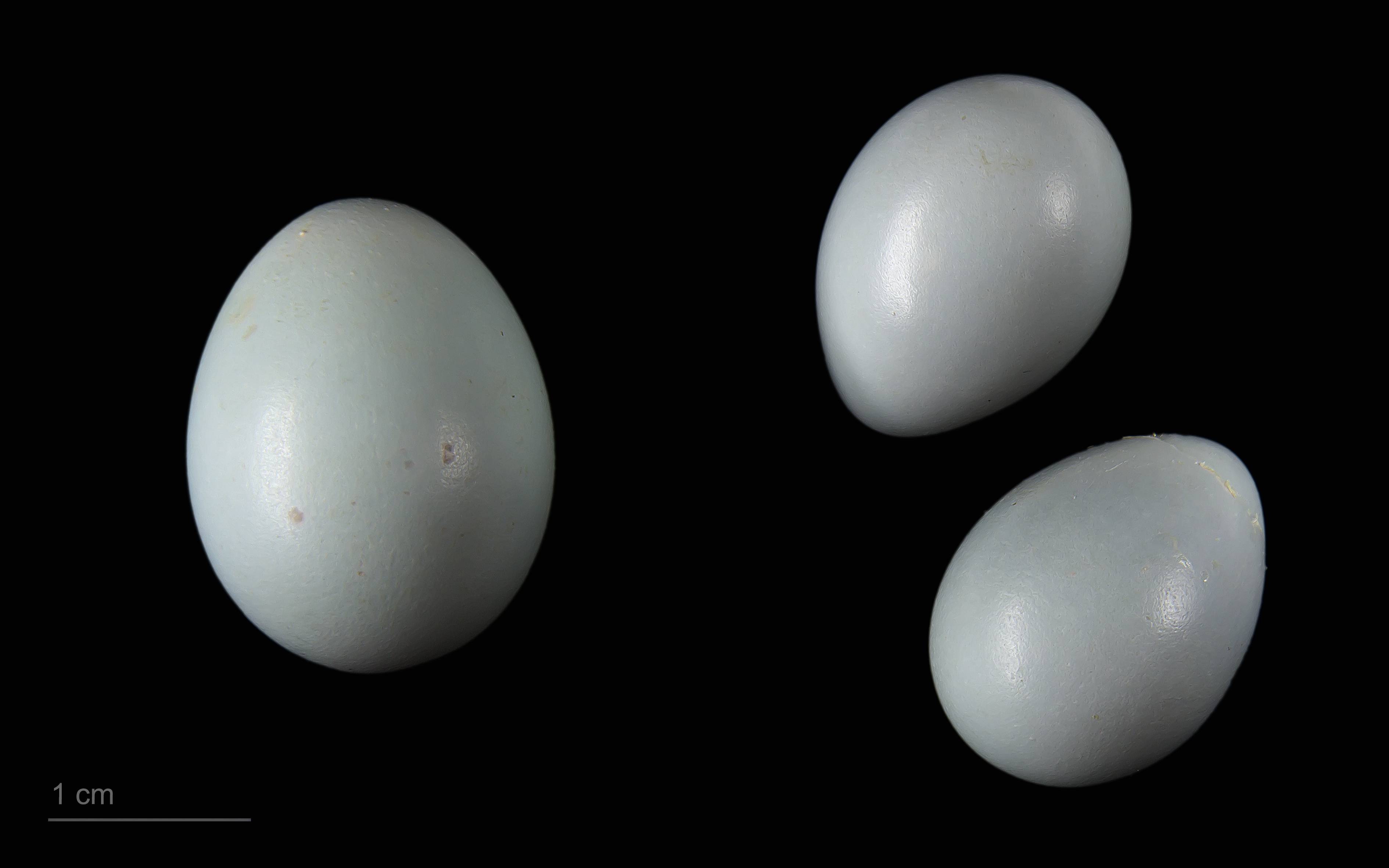
Cuculus canorus bangsi + Phoenicurus moussieri

کوکوی معمولی، کوکوی اروپایی یا فاخته (نام علمی: Cuculus canorus)، پرنده‌ای از خانوادهٔ کوکویان و راستهٔ کوکوسانان است، که در اروپا، آسیا، و آفریقا زندگی و کوچ می‌کند. کوکوی معمولی رنگ مانند کبوتر و کمی کوچک‌تر از آن که شبیه رنگ باز است.
آوای کوکوی معمولی نرم و حزن‌انگیز و شبیه کلمه «کو کو» است. این آوا اغلب در آغاز فصل بهار شنیده می‌شود. بیش‌تر مردم می‌پندارند که پرندهٔ ماده آواز می‌خواند، ولی وارون این پندار، کوکوی معمولی ماده نمی‌تواند آواز بخواند و پرندهٔ نر آواز می‌خواند. کوکوی معمولی نر و ماده مانند هم نیستند. رنگ کوکوی معمولی نر مایل به خاکستری سیاه است، در حالی‌که پرندهٔ ماده پرهای خاکستری فاتح رنگ با لکه‌های سفید دارد. کوکوی معمولی از نظر اندازه جزو پرندگان متوسط و جزو حیوانات کوچک طبقه‌بندی می‌شوند.
کوکوی معمولی تخم خود را در آشیانهٔ پرندگان دیگر می‌گذارد تا پرندهٔ صاحب لانه، جوجه را بزرگ کند. کاری که جوجه‌گذاری انگلی نامیده می‌شود. غذای این پرنده را حشرات و از جمله کرم ابریشم پشمالو، که برای پرندگان دیگر طعمه دل‌انگیزی نیست، تشکیل می‌دهد. او همچنین گاه اقدام به خوردن تخم پرندگان و جوجه‌هایشان می‌کند و بیشتر اوقات به صورت تکی پرواز می‌کند.

## فاخته و فرهنگ عامه
برخی کبوتران مانند کبوتر جنگلی و کبوتر کوهپایه نیز در برخی منابع فاخته نامیده شده‌اند.
ادبیات فارسی
| آن قصر که بر چرخ همی زد پهلو |  | بر درگه آن شهان نهادندی رو   |
| دیدیم که بر کُنگُره‌اش فاخته‌ای  |  | بنشسته همی گفت که کوکو کوکو؟ |
| — رباعیات خیام               |  |                              |

در تاریخ پیش از ورود آریایی‌ها در دوره تمدن هلتمتی (عیلامیان) در خوزستان، فاخته در میان این تمدن ارزش بالایی داشته و می‌توان در تصاویر مربوط به آن دوره، سازه‌های دست‌ساز را دید.